# 麻黄梁镇
麻黄梁镇，是中华人民共和国陕西省榆林市榆阳区下辖的一个乡镇级行政单位。

## 行政区划
麻黄梁镇下辖以下地区：
北大村、花龙镇村、旧堡村、乔界村、盘云界村、十八墩村、王家湾村、磨庄村、东河村、断桥村、李家峁村、刘占峁村、王庄村、黑龙滩村、崖窑沟村、瓦窑沟村、张虎沟村、十字墕村、店坊村、段家湾村、东刘畔村、双山村、闫山村和大沟村。